# NGC 1089
NGC 1089 è una galassia ellittica (o lenticolare) situata nella costellazione dell'Eridano, a una distanza di circa 380 milioni di anni luce dalla nostra Via Lattea.

## Scoperta
La galassia è stata scoperta il 29 settembre 1886 dall'astronomo statunitense Lewis Swift.